# Francesca Michielin
Francesca Michielin (Bassano del Grappa, 25 februari 1995) is een Italiaans zangeres.

## Biografie
Michielin raakte bekend in eigen land door in 2011 de Italiaanse versie van X Factor te winnen. Het leverde haar een platencontract bij Sony Music Entertainment op. Haar eerste single, Distratto, werd op 6 januari 2012 uitgebracht en haalde meteen de hoogste positie in de Italiaanse hitlijsten. In oktober 2012 bracht ze haar eerste album uit, Riflessi di me. Vervolgens was het drie jaar wachten op een tweede plaat, di20.
Begin 2016 nam Michielin deel aan het Festival van San Remo, met het nummer Nessun grado di separazione. Ze eindigde uiteindelijk op de tweede plaats. Nadat de winnende band Stadio afzag van deelname aan het Eurovisiesongfestival, werd Michielin door de Italiaanse openbare omroep gevraagd om deel te nemen. Zij accepteerde, waardoor ze haar vaderland mocht vertegenwoordigen op het Eurovisiesongfestival 2016, dat gehouden werd in de Zweedse hoofdstad Stockholm. Ze werd er 16de.